# La Haye-de-Routot
La Haye-de-Routot – miejscowość i gmina we Francji, w regionie Normandia, w departamencie Eure.
Według danych na rok 1990 gminę zamieszkiwało 227 osób, a gęstość zaludnienia wynosiła 90 osób/km² (wśród 1421 gmin Górnej Normandii Haye-de-Routot plasuje się na 677 miejscu pod względem liczby ludności, natomiast pod względem powierzchni na miejscu 863).